# Черето Лаги (Ређо Емилија)
Черето Лаги је насеље у Италији у округу Ређо Емилија, региону Емилија-Ромања.
Према процени из 2011. у насељу је живело 118 становника. Насеље се налази на надморској висини од 1346 м.